# Шешир професора Косте Вујића (филм из 2012)
Шешир професора Косте Вујића је српски филм из 2012. године. Режирао га је Здравко Шотра по роману Шешир професора Косте Вујића Милована Витезовића, са Александром Берчеком у улози професора Косте Вујића.
Филм представља римејк истоимене ТВ драме из 1971. године, коју је режирао Владимир Андрић, док је улогу професора Вујића играо Павле Вуисић, а у улози ученика појавила се читава плејада младих глумаца, данас доајена српског глумишта. Александар Берчек је своју улогу у овом филму посветио Павлу Вуисићу.
Филм је своју премијеру имао у Београду 1. фебруара 2012. године.

## Радња филма
Ово је прича о невероватном професору немачког језика Кости Вујићу и разреду матураната Прве мушке гимназије у Београду, у 1886. години, коју су похађали Михаило Петровић Мика Алас, Јован Цвијић, Павле Поповић, Јаша Продановић и многи други знаменити људи који су обележили целу једну епоху као академици, професори, министри, политичари...
Лик Косте Вујића, ког игра Александар Беречек, био је ексцентрични професор, доброћудни особењак и хедониста, педагог посебне врсте још ексцентричнијим ђацима, ученицима Прве београдске гимназије, а догађаји тог времена смислено су описани.
Омиљена реченица професора Вујића „све мангуп до мангупа“, јесте она коју је изговарао када их је с љубављу прекоревао.
То је био разред за понос Србије који је градио нашу историју онога доба, а темељ нама. Велика је заслуге професора Косте Вујића, што је за разлику од директора школе и других професора схватио да у разреду, последњем који води, не седи безбрижна мангупарија, него велика нада и будућа срећа Србије, нада коју представљају баш ти његови ученици који су већ били посадили кестенове на Теразијама и јабланове у Кнез Милошевој, јер је њихов разредни старешина био велики поборник таквог улепшавања Београда. Био је ексцентрик и гурман, са једне стране, али је са друге знао да има добре ђаке и потенцијално ваљане и добре људе, што је за њега било важније, него да на њима истерује спартанску дисциплину ондашњих школа.

## Улоге
| Глумац               | Улога                               |
| -------------------- | ----------------------------------- |
| Александар Берчек    | Професор Коста Вујић                |
| Милош Биковић        | Михаило Петровић Алас               |
| Александар Радојичић | Милорад Митровић                    |
| Љубомир Булајић      | Јован Цвијић                        |
| Андрија Даничић      | Јаков Јаша Продановић               |
| Матеја Поповић       | Павле Поповић                       |
| Бранимир Брстина     | Професор Зечевић                    |
| Драган Јовановић     | Професор војне обуке Станић         |
| Војин Ћетковић       | Директор Ђура Козарац               |
| Иван Босиљчић        | Професор Мокрањац                   |
| Предраг Ејдус        | Професор француског језика          |
| Зоран Цвијановић     | Професор математике Стојковић       |
| Тамара Алексић       | Министрова ћерка Мирјана Маринковић |
| Весна Чипчић         | Министрова жена                     |
| Марко Баћовић        | Министар Маринковић                 |
| Драгомир Чумић       | Господин Милосављевић               |
| Младен Совиљ         | Василије Симић                      |
| Урош Јаковљевић      | Бранислав Рајић                     |
| Никола Ранђеловић    | Љубомир Стојановић                  |
| Давор Перуновић      | Велимир Стојановић                  |
| Стеван Пиале         | Васић                               |
| Миодраг Радовановић  | Станодавац Ивковић                  |
| Игор Ђорђевић        | Капетан Мишић                       |
| Бранко Јеринић       | каменорезац Крунослав               |
| Мрђан Огњановић      |                                     |
| Миодраг Крстовић     | Наратор                             |
| Соња Ковачевић       | Мила                                |
| Немања Вановић       | Газда Лаза                          |
| Исидора Јанковић     | Милица                              |
| Ђорђе Марковић       |                                     |
| Немања Милуновић     | Ученик                              |
| Рас Растодер         |                                     |
| Данило Миловановић   |                                     |
| Лидија Цветић        |                                     |
| Владимир Рвовић      |                                     |
| Радомир Радосављевић |                                     |
| Јасмина Лилић        |                                     |
| Милена Живковић      |                                     |